# Rosenwasser-palota (Miskolc)
A Rosenwasser- vagy Rosenwasser–Fried-palota Miskolcon a Széchenyi utca 119. szám alatt áll. Jobb oldalról a Stern-ház, bal oldalról a Márkus-palota határolja.

## Története
Az 1878. évi árvíz után 1884-ben kért engedélyt a tulajdonos átépítésre. 1905-ben újabb terv készült, és mert még a szomszédos nyugati épület is csak egyemeletes volt, itt is egy egyemeletes, öttengelyes, a földszint nyugati tengelyében kapubejáróval, keleti irányban két üzlettel ellátott épületre kért engedélyt a tulajdonos. Ez azonban nem épült meg, de 1910-ben újabb engedélyt adott ki a város, immár kétemeletes lakóház építésére.
Az épület elnevezése a tulajdonosra, Rosenwasser Dávidra utal. Később, 1930-tól Fried Móré lett az épület.

## Leírása
A kétemeletes bérház az utcával párhuzamos, félnyeregtetős épület. Stílusa a szecesszióba hajló eklektika. Déli homlokzata (a földszint kivételével) megőrizte a huszadik század eleji formáját, eredeti kialakítását és díszeit. A földszinten csak a kétszárnyú szecessziós kapu egyidős az építkezéssel.
Az első emelet 1–3–1 osztású, amelyet a homlokzat teljes szélességében kovácsoltvas erkély fog össze. A homlokzat két szélén enyhén kiugró rizalit van, melyeket egykor attika koronázott meg. A rizalitok ablakainak szélein kváderezés jelenik meg. A második emelet középső ablak tengelyében félköríves kosaras erkélyt alakítottak ki. Az erkélyt egykor konzol támasztotta alá. Az első emelet ablakai szegmensívesek, a második emeletiek pedig egyenes záródásúak. Az első emeleti ablakok felett füzéres vakolatdísz, a második emeleten egyszerű szemöldökmegoldással találkozunk. A homlokzat középső traktusának faloszlopai végződésében megmaradtak az eredeti arclenyomat-díszítések.

## Képek

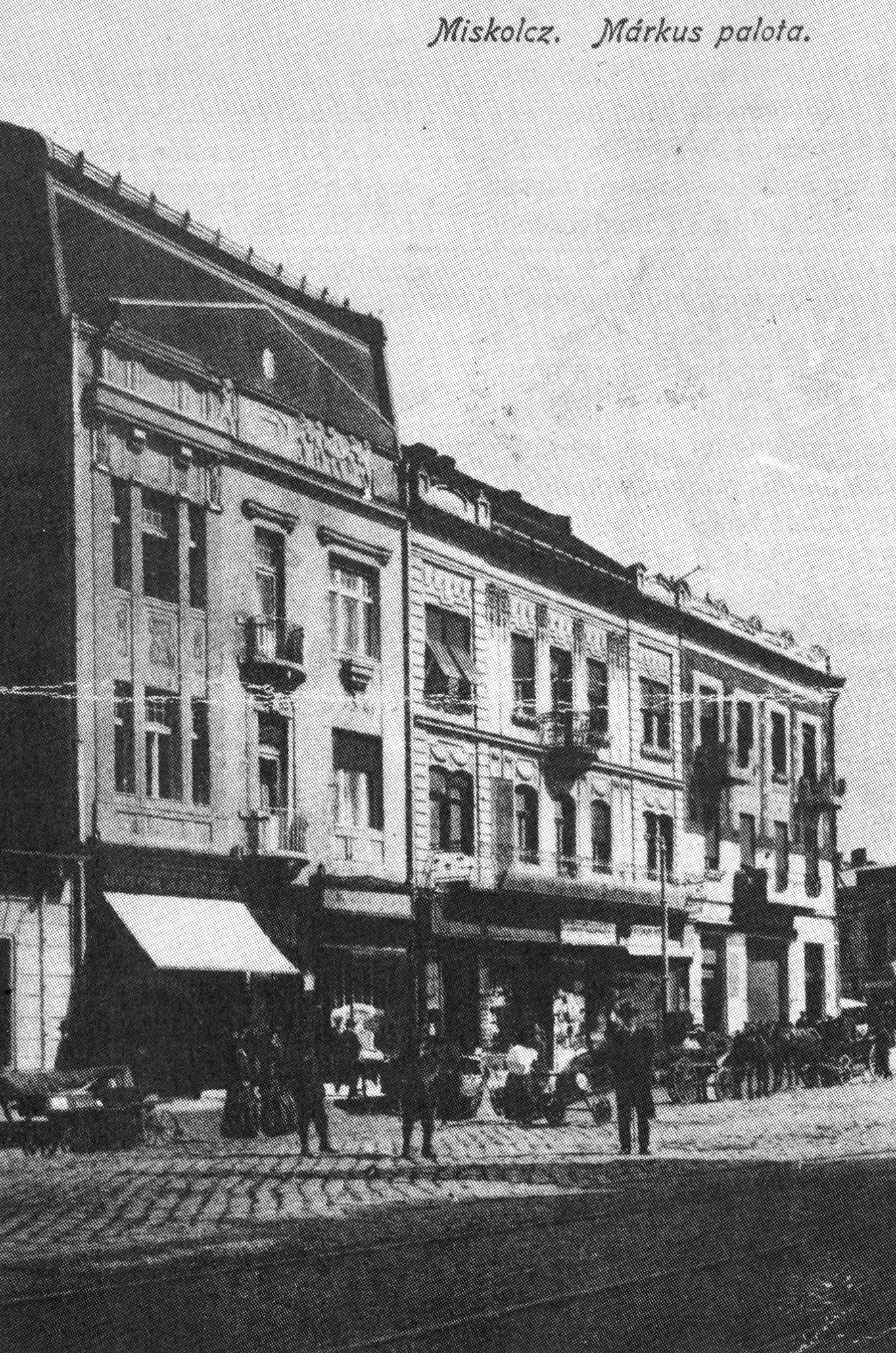
A három épület 1920-ban
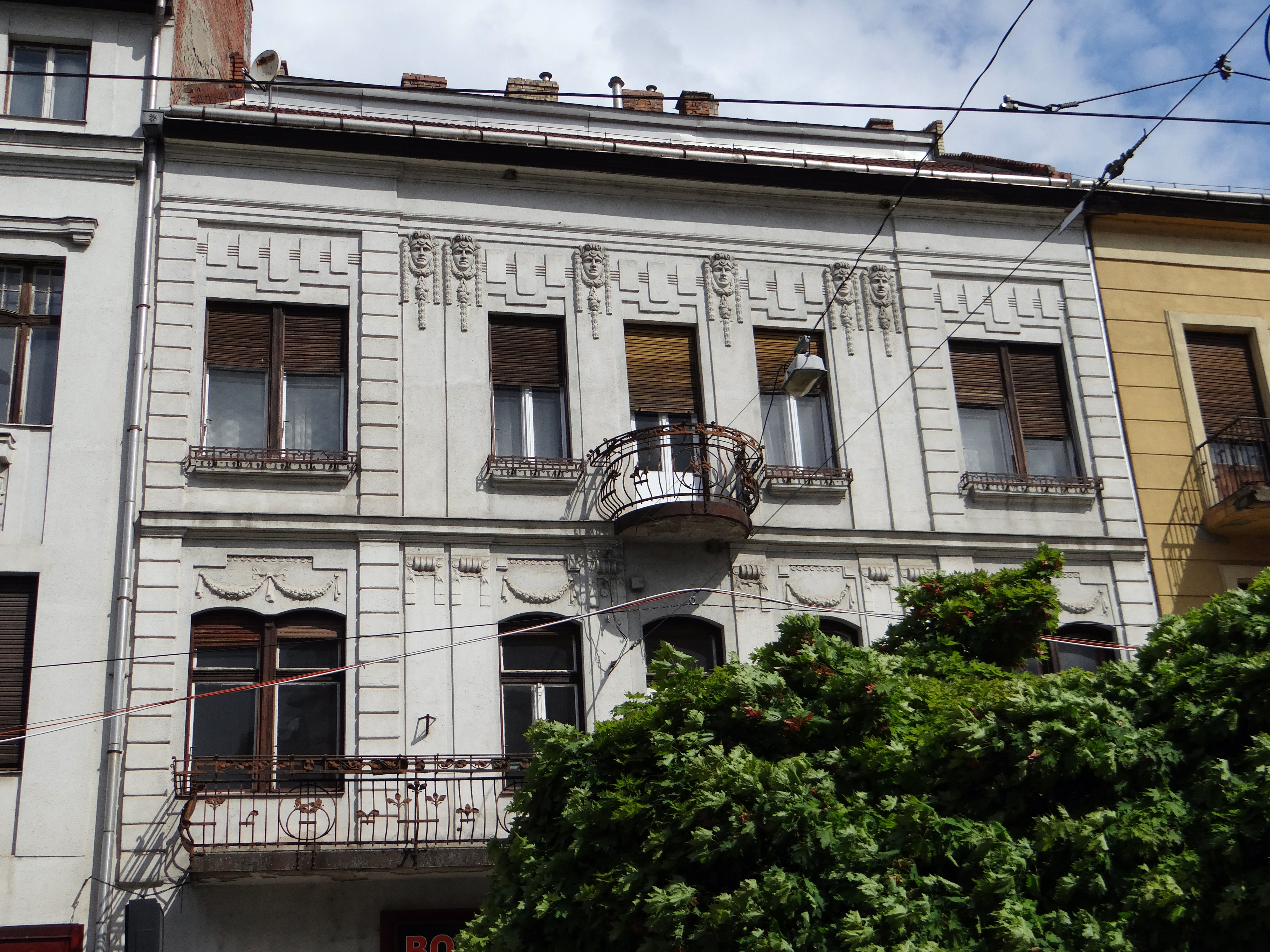
Az épület emeleti traktusa 2017-ben
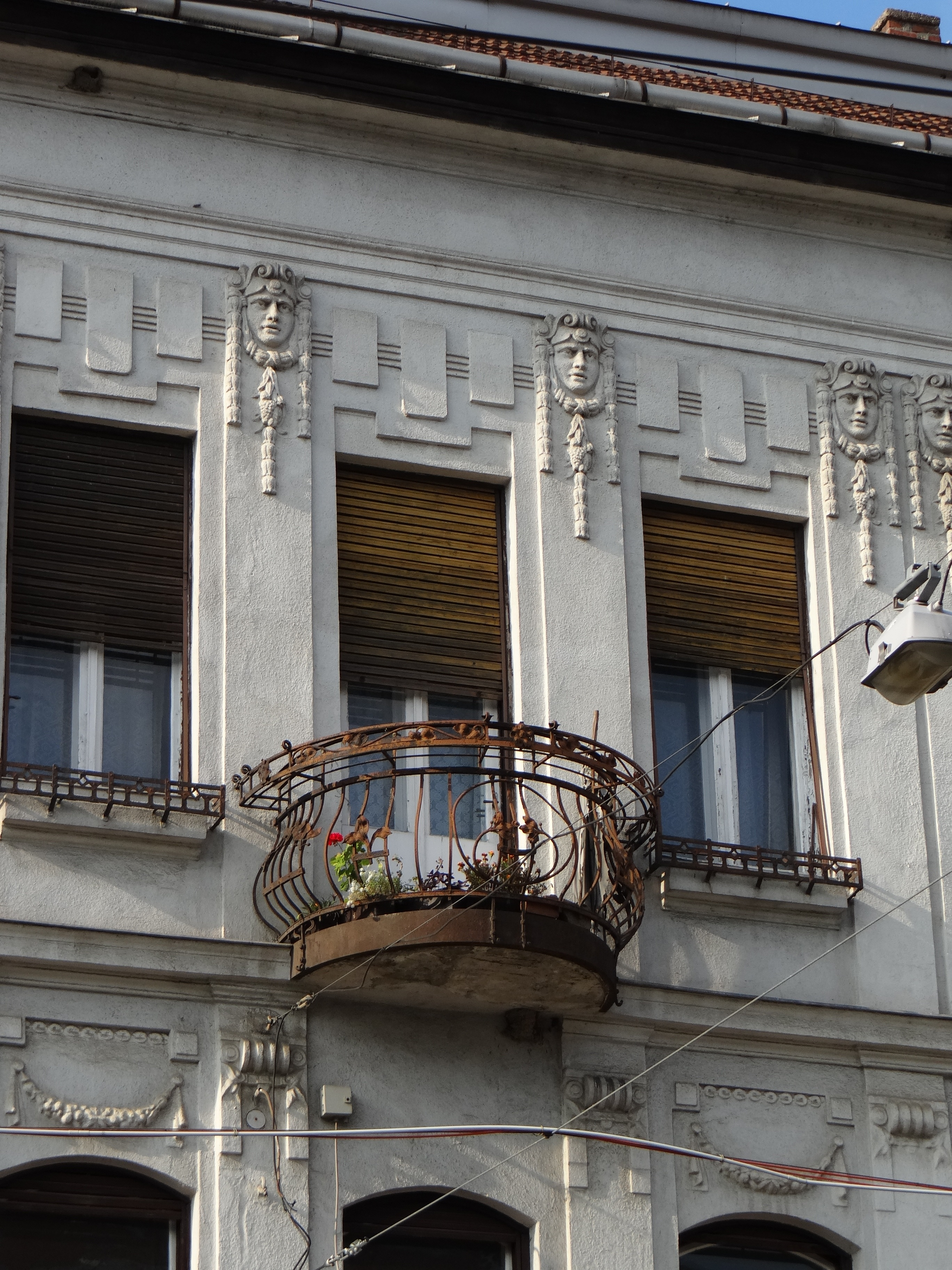
A második emeleti erkély